# Liste der Kulturdenkmale in Panten
In der Liste der Kulturdenkmale in Panten sind alle Kulturdenkmale der schleswig-holsteinischen Gemeinde Panten (Kreis Herzogtum Lauenburg) aufgelistet (Stand: 10. März 2025).

## Legende
In den Spalten befinden sich folgende Informationen:
- Objekt-ID: die Nummer des Kulturdenkmales
- Lage: die Adresse des Kulturdenkmales und die geographischen Koordinaten. Kartenansicht, um Koordinaten zu setzen. In der Kartenansicht sind Kulturdenkmale ohne Koordinaten mit einem roten Marker dargestellt und können in der Karte gesetzt werden. Kulturdenkmale ohne Bild sind mit einem blauen Marker gekennzeichnet, Kulturdenkmale mit Bild mit einem grünen Marker.
- Offizielle Bezeichnung: Bezeichnung des Kulturdenkmales
- Beschreibung: die Beschreibung des Kulturdenkmales
- Bild: ein Bild des Kulturdenkmales

## Sachgesamtheiten
| Objekt-ID | Lage                                                               | Offizielle Bezeichnung | Beschreibung | Bild |
| --------- | ------------------------------------------------------------------ | ---------------------- | --- | ---- |
| 35260     | Hauptstraße 18, Hauptstraße, Twiete (53° 38′ 34″ N, 10° 36′ 54″ O) | ehem. Vogtei Mannhagen | ehem. Vogtei Mannhagen; 1. Hälfte 19. Jh. und Anf. 20. Jh.; Hofanlage aus Haupthaus, Einfriedung mit Pfeiler, Dreiständerscheune und Stallscheune - Begründung: geschichtlich, städtebaulich, Kulturlandschaft prägend - Schutzumfang: Haupthaus mit Einfriedung und Pfeiler (Hauptstraße 18), Stallscheune (Hauptstraße), Dreiständerscheune (Twiete) | BW   |

## Bauliche Anlagen
| Objekt-ID | Lage                                                 | Offizielle Bezeichnung | Beschreibung | Bild |
| --------- | ---------------------------------------------------- | ---------------------- | --- | ---- |
| 2263      | Alt Möllner Straße 16 (53° 38′ 57″ N, 10° 38′ 11″ O) | Ehemalige Armenkate    | ehem. Armenkate; 19. Jh.; Doppelkate, Wandständerbau, rechteckiger Grundriss, Feldsteinsockel, Eichenfachwerk mit Backsteinausfachungen, reetgedecktes Walmdach - Begründung: geschichtlich, städtebaulich, Kulturlandschaft prägend - Schutzumfang: gesamtes Objekt - Denkmaltyp: Bauliche Anlage                                                            | BW   |
| 13885     | Hauptstraße 18 (53° 38′ 34″ N, 10° 36′ 56″ O)        | Haupthaus              | Haupthaus; 1833; ehem. Vogtei Mannhagen, geschlämmter eingeschossiger Backsteinbau mit Halbwalmdach, Hofseite backsteinsichtig mit Mittelrisalit und Zwerchhaus - Begründung: geschichtlich, städtebaulich, Kulturlandschaft prägend - Schutzumfang: Haupthaus, Einfriedung mit Pfeiler - Denkmaltyp: Bauliche Anlage, Sachgesamtheit: ehem. Vogtei Mannhagen | BW   |
| 6520      | Schmiedestraße 12 (53° 38′ 40″ N, 10° 36′ 49″ O)     | Fachhallenkate         | Fachhallenkate; Innengefüge 1725 (d); eingeschossiger Fachwerkbau mit älteren, zweitverwendeten Hölzern um 1560 (d), Durchgangsdielenkonstruktion, Lehmausfachungen, giebelständig, reetgedecktes Walmdach. - Begründung: geschichtlich, städtebaulich, Kulturlandschaft prägend - Schutzumfang: gesamtes Objekt - Denkmaltyp: Bauliche Anlage                | BW   |
| 13886     | Twiete (53° 38′ 36″ N, 10° 36′ 56″ O)                | Dreiständerscheune     | Dreiständerscheune; 19. Jh.; Durchfahrtsscheune auf Feldsteinfundament; Fachwerk mit Backsteinausfachungen, Halbwalmdach mit Welleternitdeckung - Begründung: geschichtlich, städtebaulich, Kulturlandschaft prägend - Schutzumfang: gesamtes Objekt - Denkmaltyp: Bauliche Anlage, Sachgesamtheit: ehem. Vogtei Mannhagen                                    | BW   |

## Quelle
- Liste der Kulturdenkmale in Schleswig-Holstein – Herzogtum Lauenburg (PDF)

- Karte mit allen Koordinaten:
- OSM |
- WikiMap